# Diplotaxis nigriventris
Diplotaxis nigriventris är en skalbaggsart som beskrevs av Bates 1887. Diplotaxis nigriventris ingår i släktet Diplotaxis och familjen Melolonthidae. Inga underarter finns listade i Catalogue of Life.